# Nora (Italien)

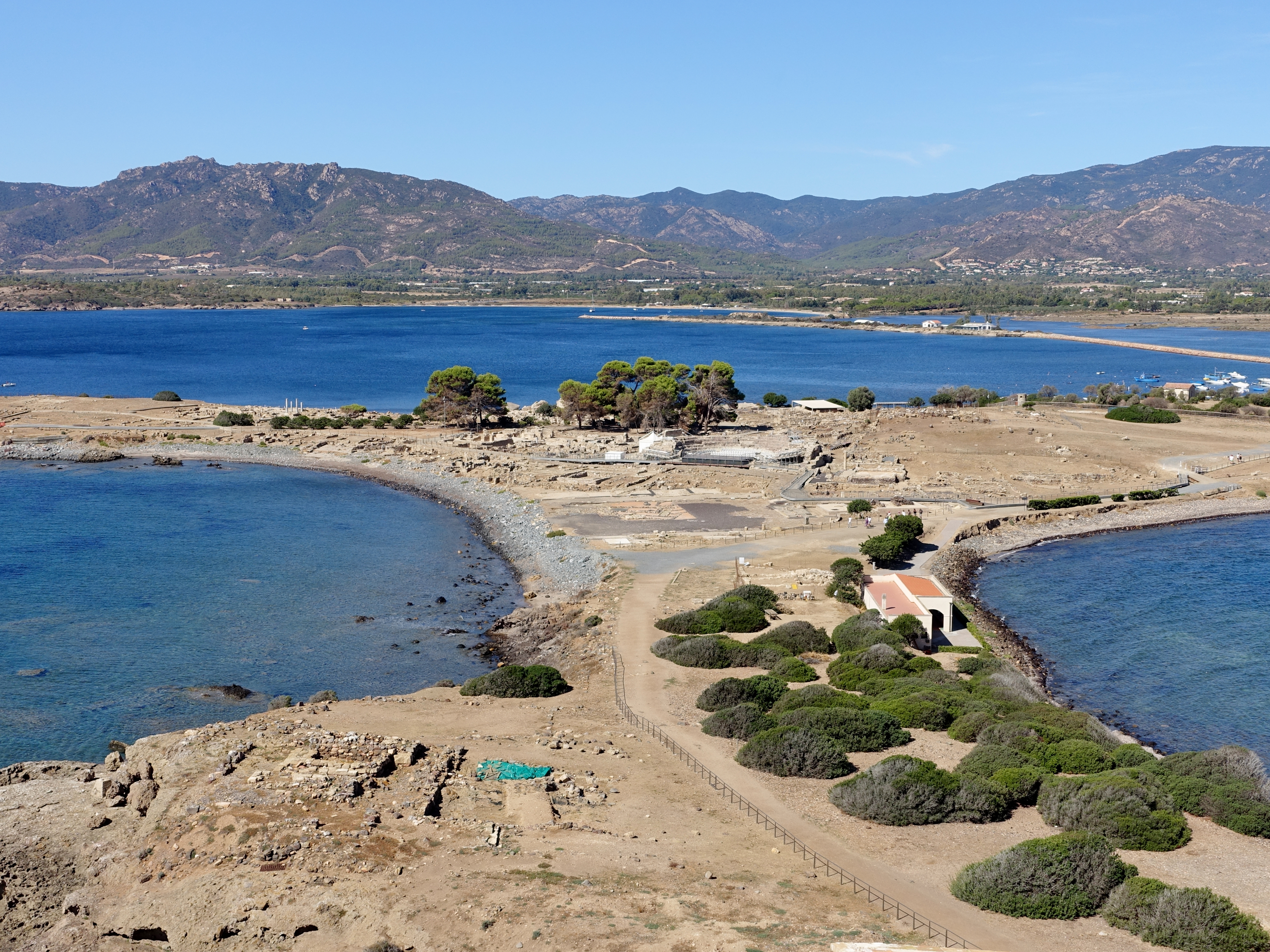
Capo di Pula

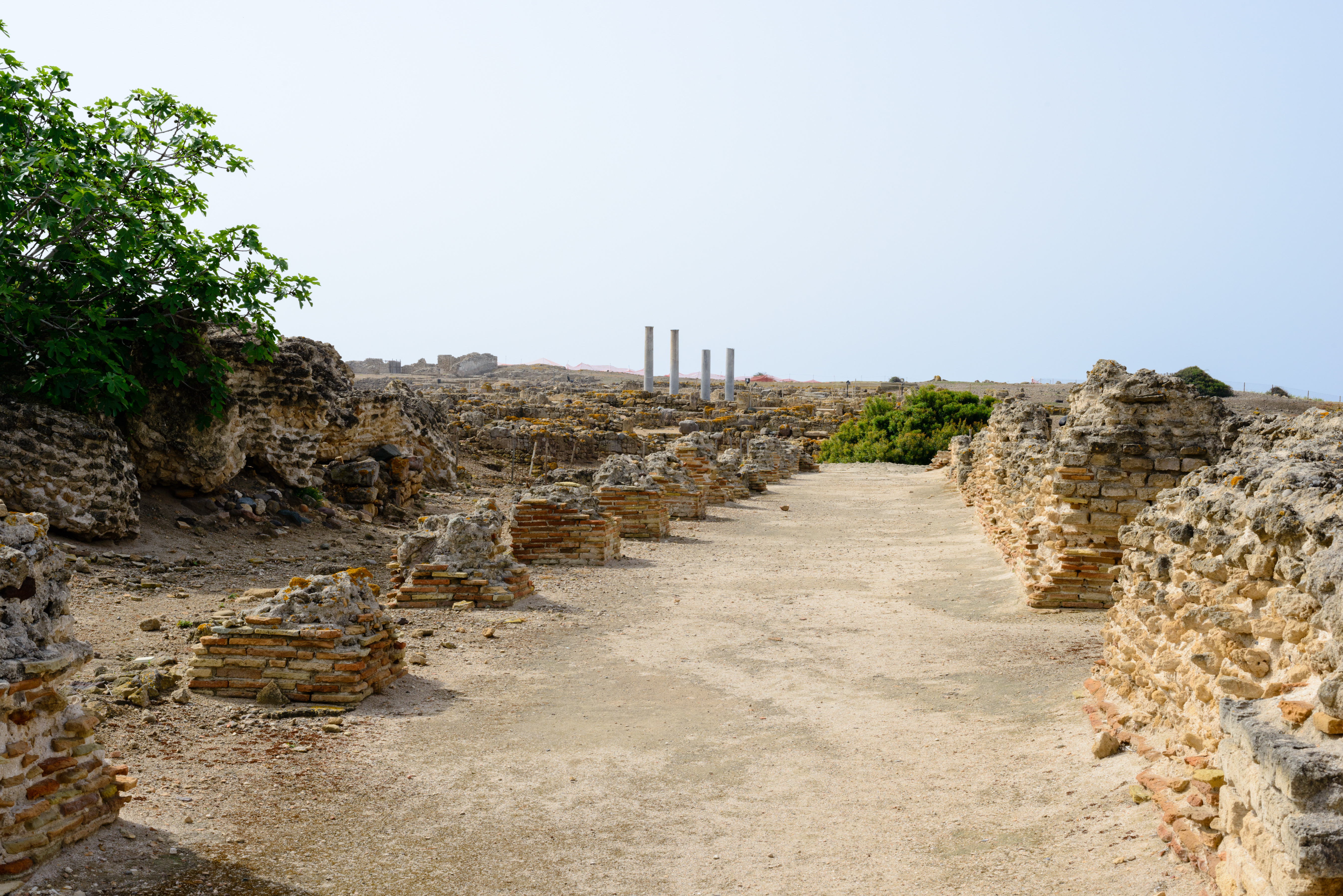
Ausgrabungsstätte

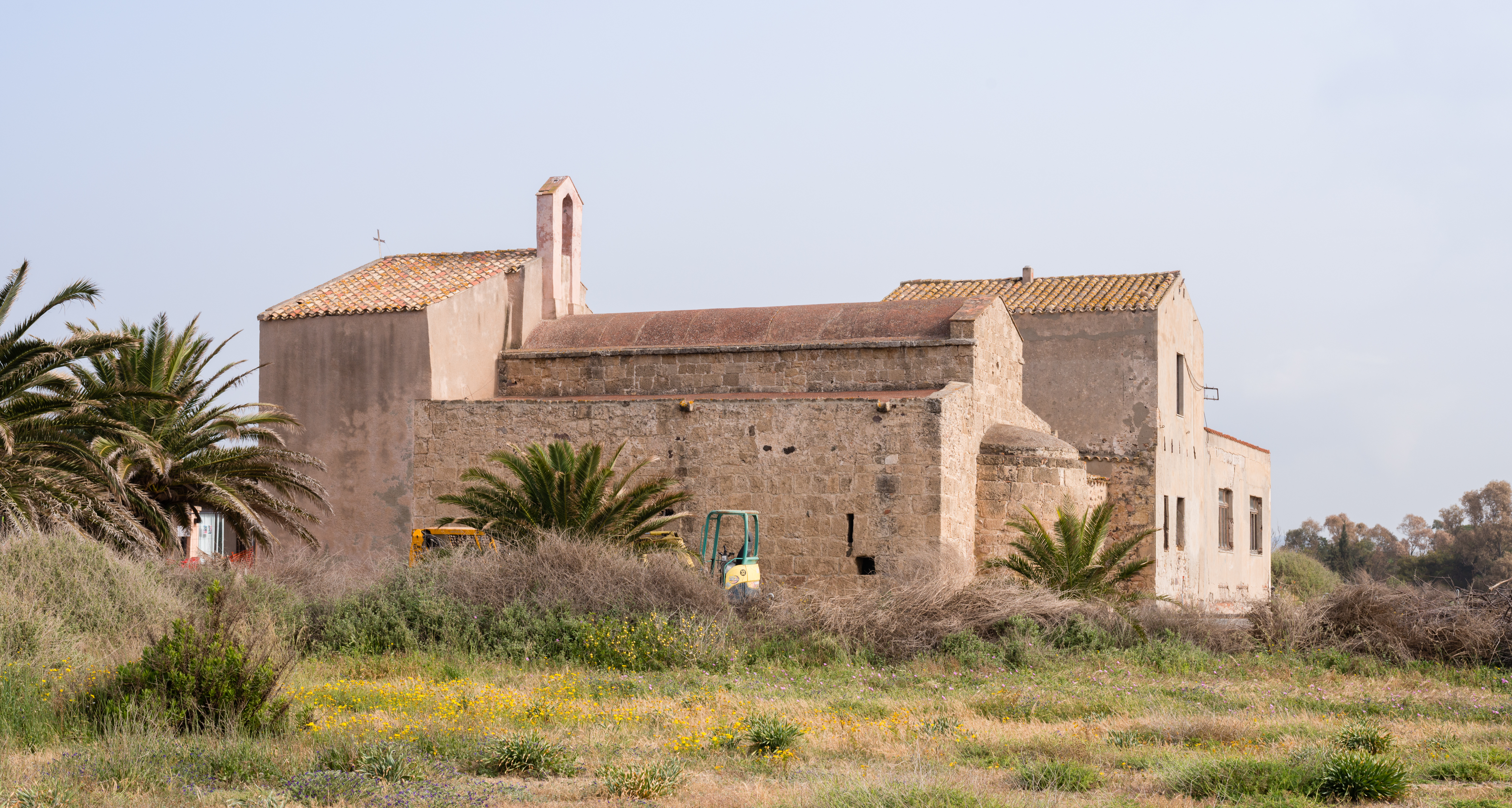
Chiesa di Sant'Efisio

Die antike Stadt Nora liegt südlich der Stadt Pula in der Metropolitanstadt Cagliari und gilt nach der Überlieferung bei Pausanias als die älteste Stadt auf Sardinien. Dies konnte bislang nicht archäologisch bestätigt werden, doch die ältesten bekannten phönizischen Funde aus der Stadt gehen auf die zweite Hälfte des 8. Jahrhunderts v. Chr. zurück und bezeugen immerhin ihr hohes Alter.

## Geschichte
Nora ist eine Gründung der Phönizier und wurde später auch von den Puniern und Römern bewohnt. Es wird vermutet, dass die Vandalen, die Sardinien von etwa 455/60 bis 534 besetzt hielten, zum Untergang der Stadt beitrugen. Im frühen Mittelalter wurde die Stadt wegen der Piratenüberfälle aufgegeben. Ihre Ruinen liegen auf einer schmalen stiefelförmigen Halbinsel, deren südlichsten Vorsprung die Einheimischen „Sa punta 'e su Coloru“ (Schlangenkap) nennen. In der Kaiserzeit war Nora Municipium.
Die Stele von Nora ist phönizischen Ursprungs, aber die meisten Relikte stammen aus der Zeit der Römer, die Sardinien im Jahre 238 v. Chr. eroberten. Die abstrakten Stelen des Tophet von Nora weisen eine Verwandtschaft mit jenen von Tharros auf. Deutliche Überbleibsel aus phönizisch-punischer Zeit sind der Tempelbezirk auf dem Kap Punta 'e su Coloru und das Wohnviertel im Rücken des römischen Theaters, dessen Hausgrundrisse, Badewannenzisternen und Mauerwerkstechniken punische Züge aufweisen. Das Quartier wird wegen der chaotischen Anordnung der Häuser auch als die Kasbah von Nora bezeichnet.
Die noch nicht erforschte Akropolis mit langen Mauerzügen und Türmen liegt am Südostkap, um den Sarazenenturm Torre del Coltellazzo aus dem 17. Jahrhundert. Teile der alten Siedlung, insbesondere ihre drei Häfen, sind im Meer versunken. Im Jahre 1889 wurden ihre Überreste bei einer Springflut freigelegt. Die Ausgrabungen des römerzeitlichen Nora erbrachten Mosaiken, Säulen, Thermen und ein kleines, gut erhaltenes Theater aus dem 2. bis 4. Jahrhundert mit großen tönernen Pithoi im Hyposkenion, der Bühne, die aus einer späteren Phase stammen, als das Bauwerk nicht mehr als Theater genutzt wurde, und daher nicht (wie man früher meinte) als akustische Resonatoren dienten.

Ansichten von Nora
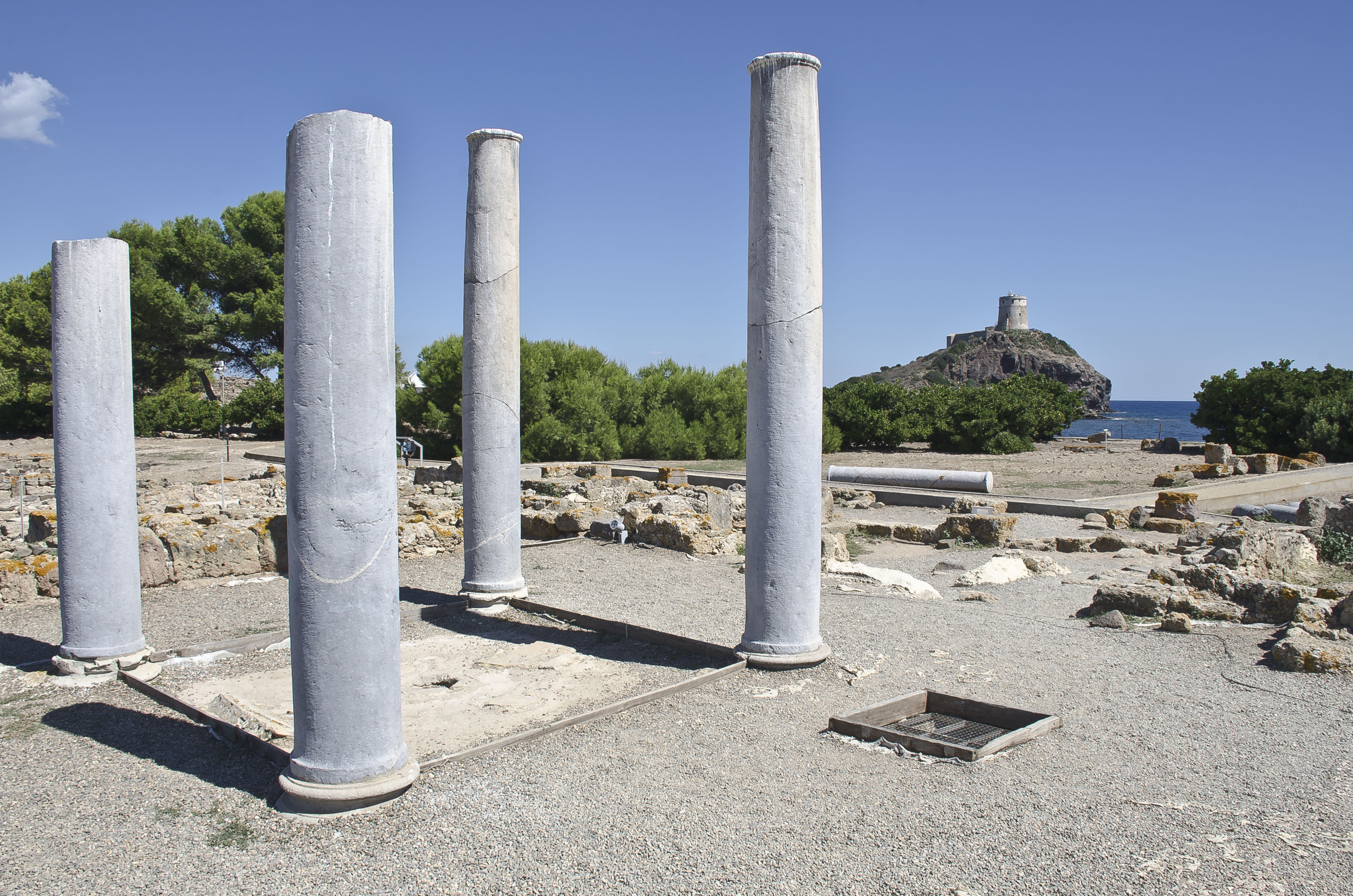
Nora
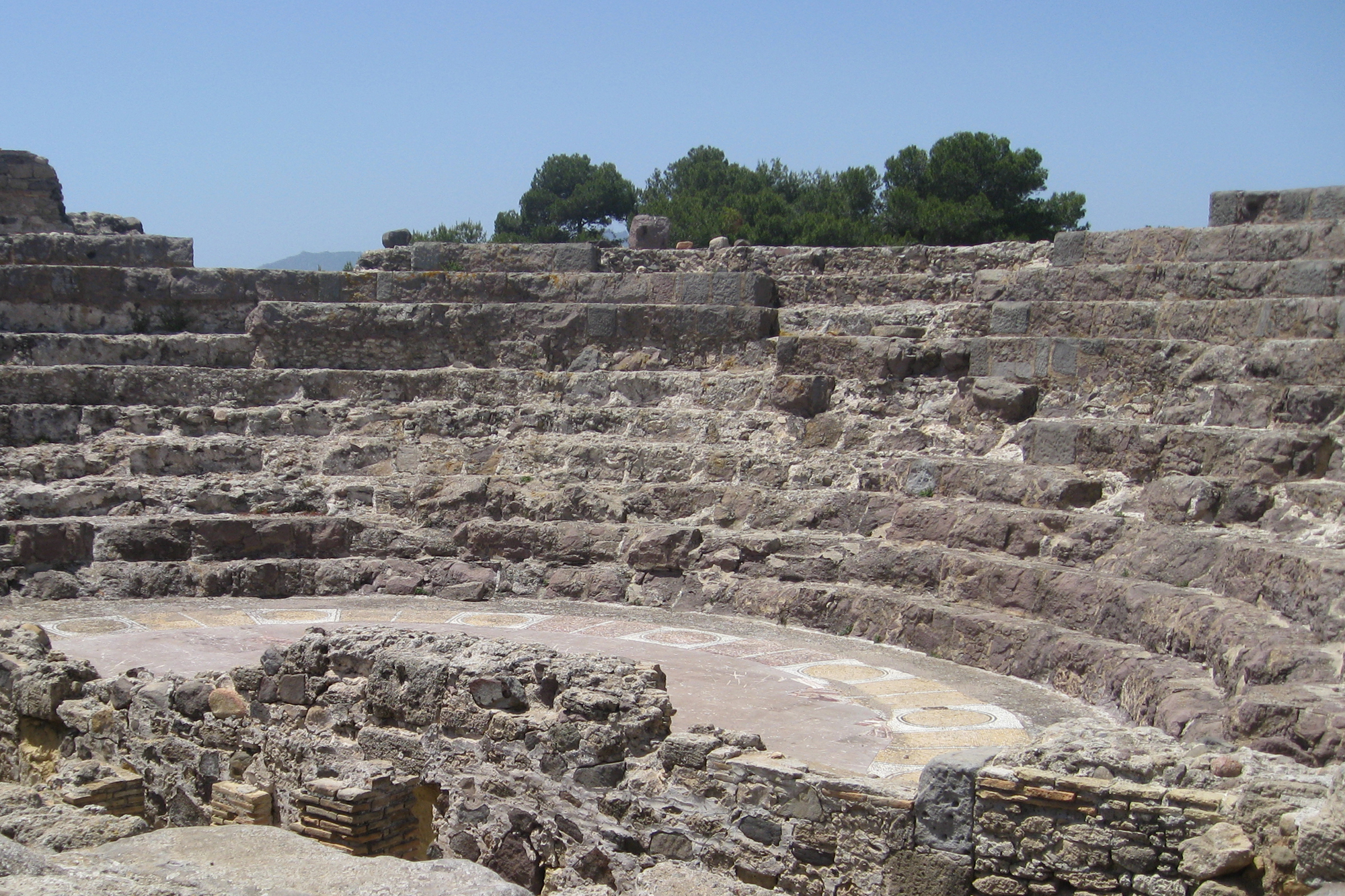
Römisches Theater
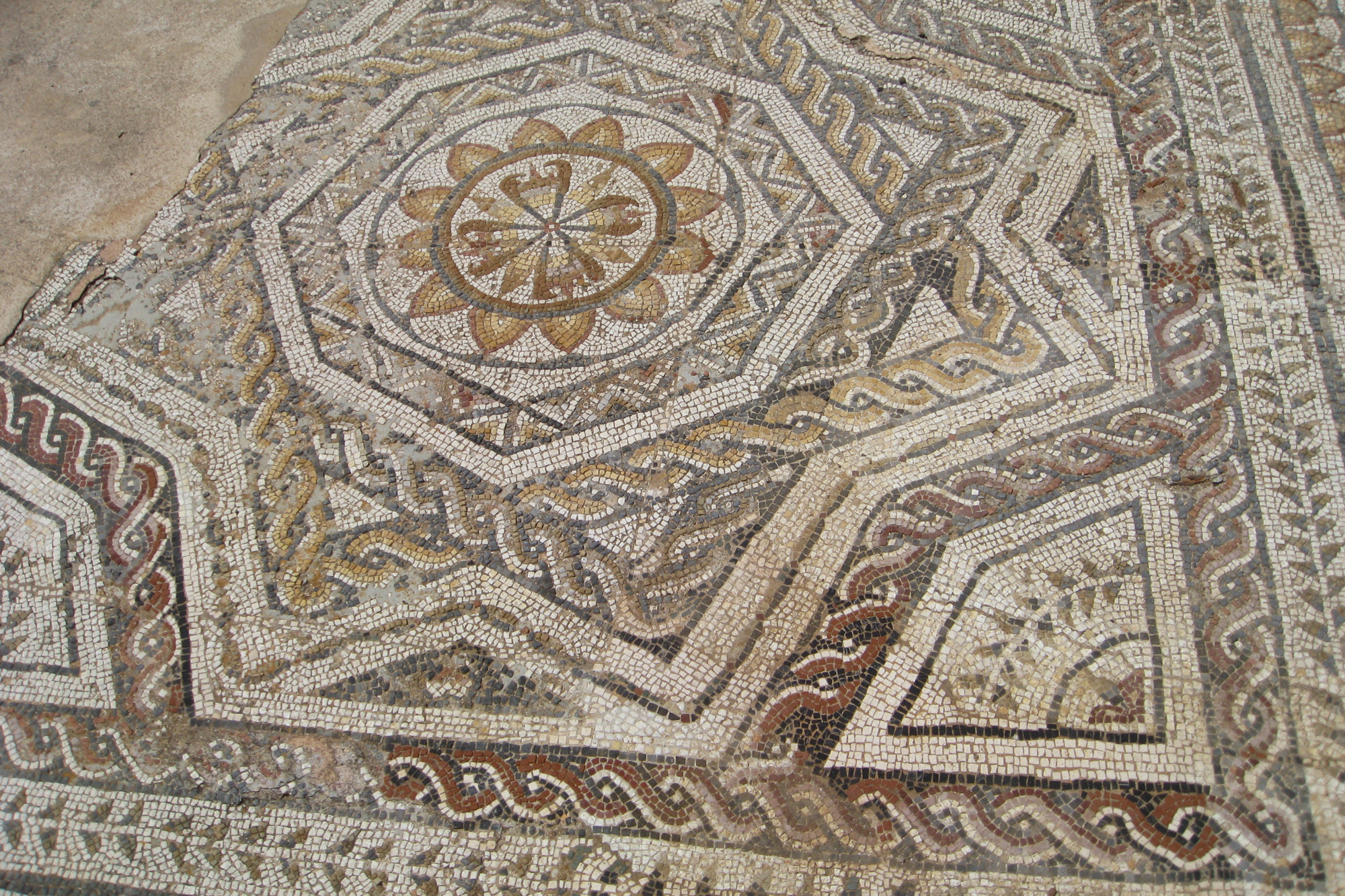
Fußbodenmosaik
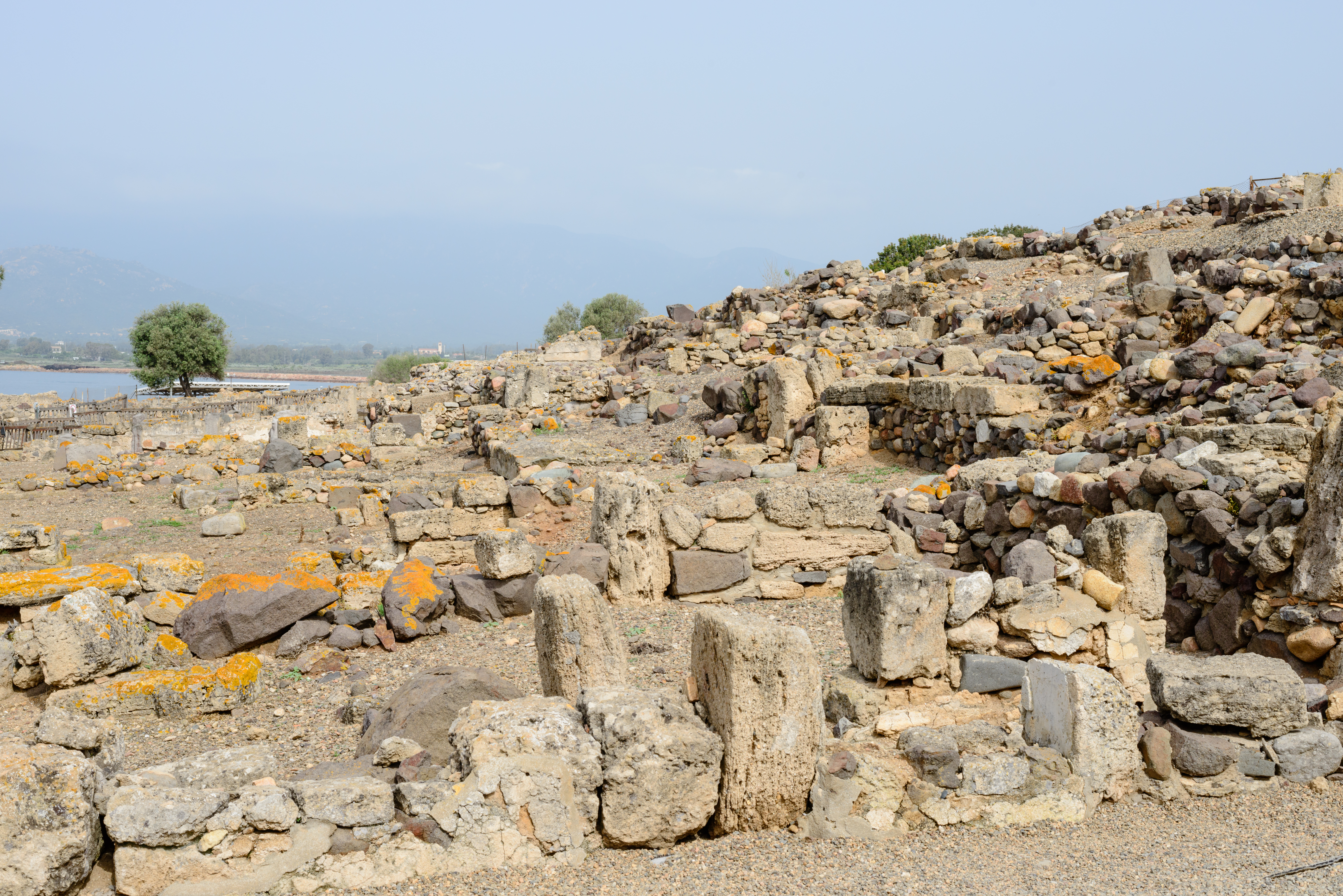
Ruinen